# Вулиця Стефана Банаха (Львів)
Ву́лиця Сте́фана Ба́наха — вулиця у Личаківському районі міста Львова, у місцевостях Цетнерівка (горішня частина вулиці) та Погулянка (долішня частина вулиці). Пролягає від вулиці Марка Черемшини до вулиці Погулянка.
Прилучається вулиця Анатоля Вахнянина.

## Історія
Вулиця відома з кінця XVIII століття під назвою Дорога біля цвинтаря, пізніше називалася На Цетнерівці (від назви околиці). З 1871 року вулиця мала назву Мазурівка, через невелике поселення селян із Західної Галичини, яких у Львові називали «мазурами». Під час німецької окупації мала назву Мауерверк. У липні 1944 року повернена передвоєнна назва — Мазурівка.  Сучасну назву вулиця отримала у 1946 році, на честь львівського математика, одного із творців сучасного функціонального аналізу та засновників і безперечних лідерів Львівської математичної школи Стефана Банаха.
До середини 1970-х років вулиця простягалася лише до польського меморіального Цвинтаря Орлят на Личаківському цвинтарі. Після зруйнування меморіалу у 1971 році радянською владою, через територію цвинтаря проклали шосейну дорогу, тим самим вулицю було подовжено до вулиці Погулянки, а на місці зруйнованого польського меморіалу 1975 року облаштували майстерню з виготовлення надмогильних пам'ятників.

## Забудова
До вулиці приписано лише кілька одноповерхових приватних будинків на початку вулиці. З непарного боку простягається Личаківський цвинтар, з парного — Ботанічний сад Львівського університету.